# Кордонський Шика Абрамович
Кордо́нський Ши́ка Абра́мович (нар. 4 (17) жовтня 1915 — пом. 28 вересня 1943) — радянський військово-морський льотчик, Герой Радянського Союзу (1990 — посмертно), під час Німецько-радянської війни штурман 2-ї авіаційної ескадрильї 36-го мінно-торпедного авіаційного полку 1-й мінно-торпедної авіаційної дивізії Чорноморського флоту.

## Біографія
Народився 4 (17) жовтня 1915 року в місті Вознесенську Миколаївської області в родині робітника залізниці. Єврей. Член ВКП(б) з 1942 року.
Освіта середня, закінчив школу ФЗУ в Одесі. З 1932 року жив у Москві, працював токарем на заводах «Красный факел» і «Радиоприбор», навчався на робітфаці імені С. М. Кірова.
У військово-морському флоті з 1935 року. У 1937 році закінчив Єйське військово-морське авіаційне училище імені Й. В. Сталіна. Службу проходив у авіації Чорноморського флоту. Був льотчиком-спостерігачем 54-ї авіаційної ескадрильї, потім — штурманом авіаланки 2-го мінно-торпедного авіаційного полку.
Учасник німецько-радянської війни з червня 1941 року. Перший бойовий виліт здійснив 22 червня 1941 року, потопив ворожий сторожовий корабель. Брав участь у обороні Одеси та Севастополя, на літаку ДБ-3 літав на бомбардування промислових об'єктів, нафтобаз, морських портів на території Румунії.
З вересня 1942 року — штурман авіаланки 36-го мінно-торпедного авіаційного полку. На початку 1943 року призначений штурманом ескадрильї, тоді ж отримав військове звання «капітан». Під час виконання бойового завдання був поранений при обстрілі зенітною артилерією ворога, але зумів посадити пошкоджений літак на своїй базі під Новоросійськом.
До кінця вересня 1942 року капітан Ш. А. Кордонський здійснив 85 вдалих бойових вильотів, з них 65 — вночі, на бомбардування військово-стратегічних об'єктів у ворожому тилу: переправи через річку Дон у районі міста Цимлянська, залізничної станції Керч-2, портових споруд Маріуполя. При цьому завдав ворогові значних втрат.
26 вересня 1942 року командуванням полку був представлений до присвоєння звання Героя Радянського Союзу, але за цим поданням нагороджений орденом Червоного Прапора.
28 вересня 1943 року під час денного нальоту на румунський порт Констанца, капітан Ш. А. Кордонський точно вивів 2-у авіаескадрилью на об'єкт ворога. Внаслідок бомбардування 2 ворожих транспорти було потоплено, ще один транспорт потоплено торпедою, випущеною з літака, штурманом якого був капітан Кордонський. Сам літак під час бою був підбитий вогнем зенітної артилерії і загорівся. Екіпаж загинув.

## Нагороди
Указом Президії Верховної Ради СРСР від 4 жовтня 1990 року капітан Кордонський Шика Абрамович за мужність і героїзм, виявлені в боротьбі з німецько-фасистськими загарбниками в роки війни 1941–1945 років удостоєний звання Героя Радянського Союзу з врученням ордена Леніна і медалі «Золота Зірка» (№ 11631).
Також нагороджений двома орденами Червоного Прапора (29.01.1942, 22.05.1943) і медалями.